# Strandzhia
Strandzhia is een geslacht van weekdieren uit de klasse van de Gastropoda (slakken).

## Soort
- Strandzhia bythinellopenia Georgiev & Glöer, 2013